# Europae Archaeologiae Consilium
Das Europae Archaeologiae Consilium (lateinisch für Rat der Archäologie Europas), kurz EAC, ist der Dachverband der Europäischen Landesarchäologen mit Sitz in Namur (Belgien).
Primäre Aufgabe des EAC ist der Austausch zwischen den Denkmalpflegern der verschiedenen Mitgliedsländer über denkmalpflegerische Belange sowie die Erarbeitung gemeinsamer Leitlinien.

## Geschichte
Der EAC ging aus einem Expertenkomitee hervor, das bis 1992 im Auftrag des Europarats die Konvention von Valetta (auch Malta-Konvention) über das archäologische Kulturerbe erarbeitet hatte. Das Komitee blieb jedoch über die Verabschiedung der Konvention hinaus tätig, unter anderem im Rahmen der Europaratskampagne Die Bronzezeit – das erste goldene Zeitalter Europas. Die entstandenen persönlichen Netzwerke führten zur Gründung eines Verbands, der weitere Projekte wie das Europäische Landschaftsübereinkommen (Konvention von Florenz) begleiten sollte. Die Gründungsversammlung des EAC fand am 25./26. November 1999 beim Europarat in Straßburg statt. Im Gegensatz zu anderen archäologischen Vereinigungen wie der EAA (European Association of Archaeologists, “Vereinigung europäischer Archäologen”) vertritt der EAC nicht die Gesamtheit der Archäologen, sondern nur die nationalen Denkmalpflegebehörden und konzentriert sich thematisch auf die archäologische Denkmalpflege. Der EAC ist beim Europarat etwa im Lenkungsgremium für das Kulturerbe als Nichtregierungsorganisation (NGO) mit Beobachterstatus vertreten.

## Ziele
Die Hauptziele sind:
- Förderung des Austausches zwischen den archäologischen Denkmalpflege-Institutionen der europäischen Staaten
- Bereitstellung einer Plattform für Informationsaustausch und Diskussionen für alle im Bereich der Bodendenkmalpflege beteiligten Institutionen
- Beobachtung europapolitischer Entwicklungen, die das archäologische Kulturerbe betreffen, sowie Beratung der entsprechenden Stellen, vor allem Europarat und Europäische Union
- Beobachtende und beratende Funktion zu Themen, die das archäologische Kulturerbe betreffen
- Förderung des Schutzes, der Verwaltung, der wissenschaftlichen Interpretation, Publikation und Präsentation, sowie des Verständnisses archäologischer Denkmäler
- Zusammenarbeit mit anderen Institution, die entsprechende Ziele verfolgen

Der EAC versucht, seine Ziele durch Einflussnahme auf mehreren Feldern zu befördern. In der Politik wie auch in der Öffentlichkeit soll das Bewusstsein für den Wert des archäologischen Kulturerbes gestärkt werden, so dass dieses in den politischen Entscheidungen besser berücksichtigt wird. Die professionelle Archäologie selbst soll durch hohe europaweite Qualitätsstandards gesichert werden. Derzeit wird die Erarbeitung gemeinsamer Standards beispielsweise für die Erfassung und Archivierung archäologischer Daten angestrebt. Schließlich sollen durch die Zusammenarbeit im Bereich der Forschung thematische Schwerpunkte gesetzt und europaweite Forschungsprogramme ermöglicht werden.
Spezielle Arbeitsgruppen befassen sich mit dem Kulturerbe unter Wasser, Großgrabungen, Luftbildarchäologie, Auswirkungen von Ackerbau und Landnutzung auf die archäologische Substanz sowie Fragen der Archivierung.

## Mitglieder
Mitglied können gesetzlich mit der Denkmalpflege beauftragte Institutionen der Mitgliedsländer des Europarates werden. Allerdings ist pro Land nur eine Vollmitgliedschaft möglich.
Mitgliedsländer sind:

| Gründungsmitglieder 1999 |
| ------------------------ |
| Belgien                  |
| Estland                  |
| Deutschland              |
| Finnland                 |
| Griechenland             |
| Großbritannien           |
| Irland                   |
| Italien                  |
| Kroatien                 |
| Niederlande              |
| Polen                    |
| Portugal                 |
| Spanien                  |
| Tschechien               |
| Ungarn                   |

| später beigetreten | Jahr des Beitritts |
| ------------------ | ------------------ |
| Schweiz            | 2001               |
| Rumänien           | 2002               |
| Türkei             | 2002               |
| Frankreich         | 2003               |
| Slowenien          | 2003               |
| Dänemark           | 2004               |
| Island             | 2004               |
| Litauen            | 2004               |
| Schweden           | 2007               |
| Slowakei           | 2007               |
| Albanien           | 2011               |
| Lettland           | 2012               |
| Österreich         | 2012               |
| Norwegen           | 2015               |
| Bulgarien          | 2018               |
| Luxemburg          | 2018               |
| Russland           | 2019               |

Deutschland wird im EAC durch den Verband der Landesarchäologen und die Schweiz durch den Archäologischen Dienst des Kantons Bern vertreten. Österreich ist seit 2012 durch das Bundesdenkmalamt ebenfalls Mitglied des EAC.

## Regelmäßige Aktivitäten
Im Rahmen des Jahrestreffens des EAC finden eine Generalversammlung der Mitglieder und eine offene Sitzung, unter anderem mit Präsentationen der Arbeitsgruppen statt. Verbunden damit ist ein Symposium zu einem Thema der archäologischen Denkmalpflege. Die Tagungsergebnisse werden in einer eigenen Schriftenreihe, dem EAC occasional paper, veröffentlicht.